# Немировська Ірен
Іре́н Немиро́вськи (фр. Irène Némirovsky; 24 лютого 1903 — 17 серпня 1942) — французька письменниця українського єврейського походження, лавреатка однієї з найпрестижніших премій Франції — премії Ренодо (посмертно у 2005 році). Жертва Голокосту.

## Біографія

### Дитинство
Народилася 24 лютого (11 лютого — за старим стилем) 1903 року в Києві, в заможній родині Лева (Арьє) Борисовича Немировського (1868 — 1932), одного з найвідоміших банкірів Російської імперії, пов'язаного із оточенням імператора. Він народився у Єлисаветграді, а його родина походила з Немирова на Поділлі, де з часів Речі Посполитої існувала велика єврейська громада. Мати — домогосподарка — Анна Маргуліс (1875 — 1972), із заможної одеської єврейської родини, вимагала, щоб її називали на французький манер Фанні. Доньку не любила і намагалася тримати подалі від себе. Взаємини з матір'ю Ірен згодом використала в сюжетах деяких своїх творів. Також Фанні вимагала, щоб Ірен говорила з нею французькою, в чому їй допомагала гувернантка з Франції.
Близько 1910 року Немировські переїхали у велику квартиру на вулиці Пушкінській, № 11. 
Ірен отримала домашню освіту. Вивчила кілька іноземних мов, багато читала. Влітку — відпочивала разом з матір'ю на курортах Лазурового узбережжя Франції.
1914 року Немировські переїхали до Петербурга, а 1917 року — до Москви. Після Жовтневого перевороту — батько втратив банк, йому загрожував арешт, а все майно Немировських мали конфіскувати. У грудні 1918 більшовики оголосили премію за голову «російського білогвардійця» Льва Немировського. Родині довелося тікати до Фінляндії у селянському одязі. Там переховувалися рік. В цей період Ірен написала свої перші поеми в прозі, наслідуючи Оскара Уайльда.
Коли виникла небезпека наближення більшовиків — переїхали до Швеції: 3 місяці жили у Стокгольмі.

### Франція
У липні 1919 року, на вантажному судні під час бурі, що тривала 10 днів (вона описана у останній сцені роману «Давид Гольдер»), родина Немировських добралася до Руану, звідки поїхала до Парижа. У столиці Франції Леву Немировському вдалося відновити своє багатство, керуючи місцевою філією власного банку.
На початку 1920–х років, навчаючись у паризькій Сорбонні, в ілюстрованому двотижневику «Фантазіо» Ірен опублікувала свої перші «Кумедні казочки».
До кінця 1930-х років жила на вулиці Констан-Коклен № 10 з Мішелем Епштейном, уповноваженим Банк дю Нор, за якого вийшла заміж у 1926 році. У 1929 році у подружжя народилася донька Деніз, у 1937 році — Елізабет. Час від часу Ірен відпочивала у Ніцці, в готелі Негреско, лікуючи астму.
1929 року вийшов роман «Давид Гольдер», який приніс письменниці популярність. Вже 1931 року роман екранізував майбутній класик французького кіно Жульєн Дювів'є.
1935 року вийшов роман «Вино самотності», події перших розділів якого розгортаються у Києві. Так само, як і роману «Собаки й вовки», який Ірен написала у 1940 році. Тиражі творів Ірен перевищили тиражі Колетт та Наталі Саррот. Згідно декларацій про податки, літературою Ірен заробляла в чотири рази більше за чоловіка, голову відділу міжнародних відносин та перекладача в паризькому Північному банку.
Зі зростанням популярності фашизму, 2 лютого 1939 року, прийняла католицьку віру та разом із чоловіком і доньками пройшла обряд хрещення. Їх охрестив румунський католицький священник Володимир Гіка — у каплиці абатства Сент-Марі в Парижі. З початком Другої світової війни і німецькою окупацією Франції друзі залишили Ірен. Через єврейське походження чоловік втратив роботу, а Ірен перестали друкувати. Їй довелося підписувати твори псевдонімами. Письмове звернення до голови уряду режиму Віші маршала Філіппа Петена залишилось без відповіді. У жовтні 1940 року уряд Віші прийняв закон, згідно якого всі євреї оголошувались ворогами Франції і позбавлялися усіх прав. Немировські поїхали з Парижу і оселилися в маленькому селі Іссі-л'Евек в Бургундії, сподіваючись, що там життя буде безпечнішим. Еміграцію Ірен відкинула, сказавши, що одного разу вже залишила рідну домівку.

### Освенцім
13 липня 1942 року до Немировських прийшла французька поліція, 16 липня (за іншими даними — 17 липня) жандарми забрали Ірен у транзитний фільтраційний табір у Пітів'є, а через шість днів — вивезли ешелоном №6 в Освенцім. У концтаборі вона захворіла на тиф і потрапила у табірний лазарет, у якому отримала направлення до Біркенау — спільний із Аушвіцем табір смерті, де була газова установка. 17 серпня 1942 року Ірен Немировськи занесли у список померлих концтабору Аушвіц-Біркенау.
Її чоловіка заарештували у жовтні цього ж року, а у листопаді — відправили до газової камери. Доньки, Деніз та Елізабет, врятувалися, переховуючись у католицькій школі-інтернаті. Все життя вони возили за собою стару материну валізу, зберегти яку заповів їм батько.

## Посмертні видання
Одразу після війни вийшли три неопубліковані книжки Ірен: у 1946 році — біографія «Життя Чехова» (видавництво Альбен Мішель), у 1947 — «Багатства цього світу» і «Осінні вогні» (обидві — у Альбен Мішель).
1992 року вийшов «Стежовий пункт» — книга Елізабет Жіль, молодшої дочки Ірен, де вона описує «життя матері, що їй наснилося».
2004 року, через 62 роки після смерті Ірен — вийшов її останній, недописаний, роман «Французька сюїта» — розповідь про трагедію нацистської окупації Франції. Кілька десятиліть доньки письменниці не наважувалися відкрити валізу з останнім рукописом матері. Сталося це після побутової аварії, коли рукопису загрожувало знищення. Лише тоді старша дочка письменниці, Деніз Епштейн, розшифрувала рукопис і передала його до видавництва. Роман став бестселером у Франції, отримав одну з найпрестижніших нагород країни — премію Ренодо — і світове визнання; перекладений багатьма мовами світу, зокрема, і українською.
2008 року Деніз Епштейн вперше відвідала батьківщину матері — Київ.

## Екранізації
- 1931 — повнометражний французький художній фільм «Давид Гольдер»[fr] за одноіменним романом (режисер Жульєн Дювів'є)
- 1931 — повнометражний французький художній фільм «Бал»[fr] за одноіменним романом (режисер Вільгельм Тіле)
- 1950 — повнометражний англійський художній фільм  «Доню, радість моя»[en] за романом «Давид Гольдер»[fr] (режисер Грегорі Ратофф)
- 2014 — повнометражний англійсько-французько-канадсько-бельгійський художній фільм «Французька сюїта»[fr] за одноіменним романом (режисер Сол Дібб)

### В музиці
За романом «Бал» французько-аргентинський композитор Оскар Страсной створив однойменну оперу, яку у 2010 році поставила Гамбурзька опера.

## Вшанування пам'яті
- 2013 — у 15-му окрузі Парижа одну з алей назвали іменем Ірен Немировськи[fr].

## Твори

### Прижиттєві публікації
- Le Malentendu, 1923.
- L'Enfant génial, Fayard, 1927. Le roman fut renommé Un Enfant prodige en 1992 par l'éditeur avec l'accord de ses filles3.
- David Golder, Grasset, 1929.
- Le Bal, Grasset, 1930.
- Les Mouches d'automne, Grasset, 1931.
- L'Affaire Courilof, Grasset, 1933.
- Le Pion sur l'échiquer, Albin Michel, 1934.
- Films parlés, NRF, 1934. Deux nouvelles de cette collection, Ida et La Comédie bourgeoise, seront publiées dans Ida (Folio2, Denoël, 2006).
- Le Vin de solitude, Albin Michel, 1935.
- Jézabel, Albin Michel, 1936.
- La Proie, Albin Michel, 1938.
- Deux, Albin Michel, 1939.
- Les Chiens et les loups, Albin Michel, 1940.

### Посмертні публікації
- La Vie de Tchekhov, Albin Michel, 1946.
- Les Biens de ce monde, Albin Michel, 1947.
- Les Feux de l'automne, Albin Michel, 1957.
- Dimanche (nouvelles), Stock, 2000.
- Dimanche et autres nouvelles, 2000.
- Destinées et autres nouvelles, 2004.
- Suite française, 2004, prix Renaudot 2004.
- Le Maître des âmes, Denoël, 2005.
- Chaleur du sang, Denoël, 2007.
- Les vierges et autres nouvelles, Denoël, 2009.

## Українські переклади
- Вино самотності / Переклад з французької Ганни Малець. — Київ: Пульсари, 2010. — 192 с. (2011 року переклад удостоєний спеціальної відзнаки Премії імені Григорія Сковороди, заснованої Посольством Франції в Україні)
- Французька сюїта/ Переклад з французької Ганни Малець. — Київ: Пульсари, 2012. — 400 с. — ISBN 978-617-615-003-9
- Бал/ Переклад з французької Олени Соломарської // Всесвіт. — 2016.
- Ворожіння / Переклад з французької Віктора Мотрука // Всесвіт. — 2020.
- Наперсниця. Вибрані твори / Переклад з французької Віктора Мотрука. — Ужгород: Патент, 2020.